# Sérvio Cornélio Cipião Salvidieno Orfito (cônsul em 110)
Sérvio Cornélio Cipião Salvidieno Orfito (em latim: Servius Cornelius Scipio Salvidienus Orfitus) foi senador romano eleito cônsul em 110 com Marco Peduceu Priscino. Ele era filho de Sérvio Cornélio Cipião Salvidieno Orfito, que foi cônsul durante o reinado de Domiciano, e pai de Sérvio Cornélio Cipião Salvidieno Orfito, cônsul em 149. Durante os reinados de Adriano e Antonino Pio, foi prefeito urbano de Roma.